# ORP Kurp
L'ORP Kurp est un petit sous-marin de classe Malioutka série XV construit en Union soviétique et remis à la Pologne en mai 1955. Par la suite, il a été désigné M-105, P-105 et 306. Au début des années 1960, il a été rayé de la marine.

## Commandants
- 27/05/1955 au 28/02/1958 : capitaine mar. Jerzy Missima
- 28/02/1958 au 14/07/1960 : lieutenant Mar Edward Sut
- 29/08/1960 au 18/11/1963 : capitaine mar. Michał Zawadzki
- 18/11/1963 au 30/10/1965 : inconnu
- 30/10/1965 au 24/07/1966 : lieutenant Mar. Ryszard Tylek[1].